# Усть-Малі Чирки
Усть-Малі́ Чи́рки (рос. Усть-Малые Чирки) — присілок у складі Голишмановського міського округу Тюменської області, Росія.
Населення — 138 осіб (2010, 153 у 2002).
Національний склад станом на 2002 рік:
- росіяни — 99 %